# Жанна Моро
Жанна Моро (фр. Jeanne Moreau, 23 січня 1928, Париж, Франція — 31 липня 2017, там само) — французька акторка, співачка, музикантка, сценаристка, режисерка та продюсерка. Знаменита ролями у стрічках нової хвилі образом інтелектуальної жінки (доповнивши символізм чуттєвости Бріжіт Бардо та елегантности Катрін Денев). Названа Орсоном Веллсом найкращою акторкою сучасності.

## Ранні роки
Моро народилась у Парижі в родині Катрін Баклі, танцюристки, що виступала у Фолі-Бержер, та ресторатора Анатоля-Дезіре Моро. Батько був французом, а мати — англійкою, яка у шлюбі змінила протестантство на католицизм. Згадуючи своє дитинство, акторка з особливим теплом говорила про канікули, які родина проводила у селища Мазірі. Ця пора закінчилася із початком війни, родині довелось розділитись, Жанна із матір'ю переїхала до Парижу. Вона рано втратила інтерес до навчання, і у 16 років, подивившись п'єсу Жана Ануя «Антігона», вирішила стати акторкою. Вона вступила до Паризької консерваторії. В цей час батьки остаточно розійшлися, і мати, разом із молодшою сестрою Жанни Мішель повернулась до Англії.

## Кар'єра

### Акторка
Жанна Моро дебютувала в театрі у 1947 році на Авіньйонському фестивалі, а кілька місяців потому була зарахована до трупи Комеді Франсез і стала наймолодшою акторкою за історію театру. Дебютувала у постановці Тургенєвської п'єси «Місяць у селі» і з часом, у свої двадцять, стала однією із ведучих акторок трупи. Попри успіх, жорсткі та консервативні рамки театру обтяжували Жанну, і починаючи із 1949 року вона починає паралельно зніматись у кіно. Через немодельну зовнішність режисери тривалий час вважали Моро безперспективною, і вона знімалась переважно у малобюджетних трилерах.

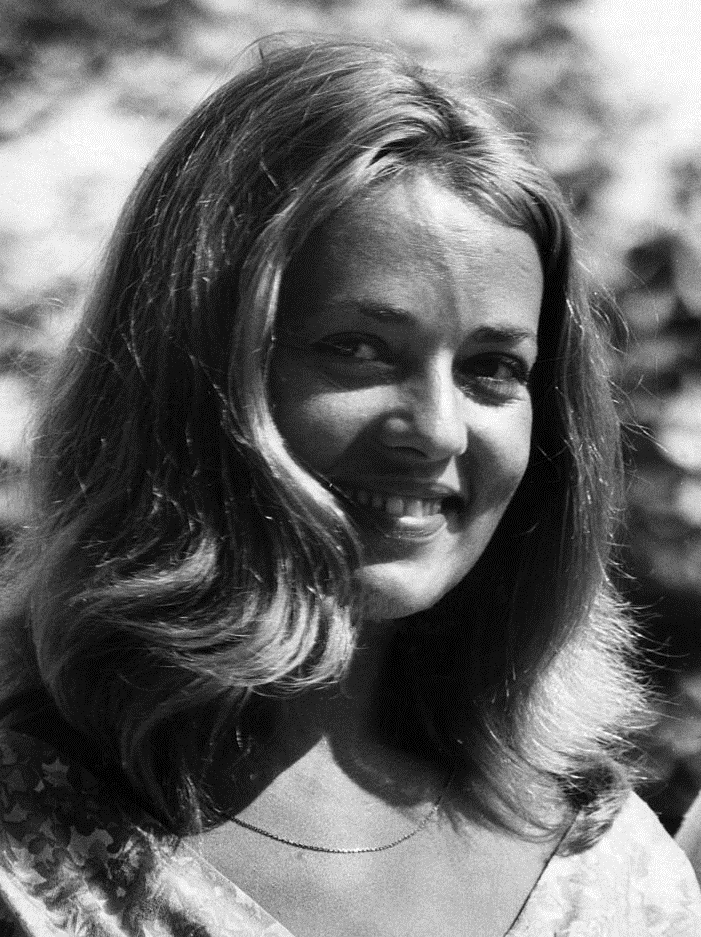
Жанна Моро у 1958 році

Все змінилося у 1957 році із виходом фільмів Луї Маля «Ліфт на ешафот» та «Коханці», причому останній збурив багато суперечок через відверті сцени. Після виходу цих фільмів її почали називати новою Бардо і вона стає однією з найуспішніших акторок 1960-х. Режисери Нової хвилі відкрили у ній свою героїню — сучасну жінку.
Під час Канського кінофестивалю 1958 року Моро познайомилася із Франсуа Трюффо, який запросив її до участі у кінострічці «Жуль і Джим» (1962), роль в якій вона вважає найвдалішою з свою кар'єру.
Моро працює із найкращими режисерами свого часу — з Мікеланджело Антоніоні над стрічкою «Ніч» (1961), Луїсом Бунюелем над «Щоденниками покоївки» (1964).
З середини 1970-х жила у Голлівуді і готувала з письменницею Генрієттою Елінек свою другу режисерську роботу — фільм «Дівчина-підліток».

### Співачка, режисерка, продюсерка
Жанна Моро була й досить успішною співачкою. Вона випустила кілька альбомів, виконувала пісні Сержа Резвані, Жоржа Може, Ельзи Тріоле, Марґеріт Дюрас. Одного разу виступала із Френком Сінатрою у Карнегі-холі.
Була ведучою низки телепередач про художнє мистецтво, тварин.
Завжди приділяла багато уваги підтримці молодого покоління у сферах театру та кіно і з 2003 року входила до журі та всіляко підтримувала Міжнародний фестиваль молодих режисерів «Перший план» в Анже.
Паралельно із фестивалем, у 2005 році створила кінематографічну школу, «Ательє Анже» (фр. Les Ateliers d'Angers) для підтримки молодих митців. Щороку туди з'їжджаються учасники з усього світу.
Окрім того, виступала режисеркою, сценаристкою та продюсеркою. Про Жанну Моро знято фільм 1988 «Calling The Shots» Дженіс Коул та Голлі Дейл.
Двічі очолювала президіум Канського кінофестивалю: у 1975 та 1995. З 1986 по 1992 головувала в Академії Сезар. У 1983 очолила журі 33-го Берлінського кінофестивалю.

## Особисте життя
Протягом життя Жанна Моро тісно дружила з такими видатними письменниками як Жан Кокто, Жан Жене, Марґеріт Дюрас, Генрі Міллер. Її близька подруга Шерон Стоун представила у 1998 триб'ют життя Моро перед Академією кінематографічних мистецтв і наук.
Була одружена двічі:
- з Жан-Луї Рішаром в 1949—1964 роках, має сина Жерома[13].
- з Вільямом Фрідкіном в період із 1977 по 1979.

Режисер Тоні Річардсон пішов від своєї дружини, Ванесси Редгрейв, у 1967, але вони із Моро так і не одружились. Моро зустрічалася з режисерами Луї Малем та Франсуа Трюффо, дизайнером П'єром Карденом, грецьким актором-плейбоєм Теодором Рубанісом.

## Смерть
Померла на 90-му році життя у своїй квартирі в Парижі.

## Нагороди та номінації
- 1960: Приз Каннського кінофестивалю за фільм Пітера Брука «7 днів, 7 ночей».
- Сезар
  - 1987: Номінація Найкраща акторка другого плану за фільм Мішеля Девіля «Грубіян»
  - 1988: Номінація Найкраща акторка за фільм «Чудом зцілений» Жана-П'єра Моккі
  - 1992: Найкраща акторка за фільм «Стара дама, що заходить в море»
  - 1995: Почесний Сезар
  - 2008: Почесний Сезар, який передала Селін Ск'ямма за фільм «Водяні лілії»
- Премія Мольєра
  - 1987: Номінація в розділі «Найкраща комедійна роль» за «Le Récit de la servante Zerline»
  - 1988: перемога в розділі «Найкраща комедійна роль» за «Le Récit de la servante Zerline»
- 1962: BAFTA за Найкращу жіночу роль у фільмі «Жуль і Джим»
- 1991: Золотий лев Венеційського фестивалю за внесок у розвиток кіно
- 1997: Нагорда Європейської академії кіномистецтв
- 2003: Почесна Пальмова гілка у Каннах
- 2005: Золотий ведмідь Берлінського фестивалю
- 2005: Приз Станіславського

Серед не-кінематографічних відзнак варто відмітити Національний Орден командора «За заслуги» (2007 рік).

## Вибрана фільмографія

### Акторка
- 1949 — Остання Любов / Dernier Amour
- 1950 — Вбивства? / Meurtres?) — Мартен Анекен
- 1953 — Спальня старшокласниць / Le chemin de l'ecoliers / Dortoir des grandes
- 1953 — Джульєтта / Julietta
- 1954 — Не чіпай здобич / Touchez Pas Au Grisbi
- 1954 — Королева Марго / La Reine Margot
- 1954 — Альковні секрети / Secrets d'alcôve
- 1954 — Інтриганка / Les Intrigantes
- 1955 — Бензоколонка / Gas-oil
- 1955 — Мосьє проблема / M'sieur la Caille
- 1956 — Зарплата гріха / Le Salaire du péché
- 1956 — До останнього / Jusqu'au dernier
- 1957 — Ліфт на ешафот / Ascenseur pour l'échafaud
- 1957 — Дивний пан Сміт / L'Étrange Monsieur Steve
- 1958 — Шах носильнику / Échec au porteur
- 1958 — Спиною до стіни / Le Dos au mur
- 1958 — Коханці / Les Amants
- 1959 — Небезпечні зв'язки 1960 / Dangerous Liaisons 1960
- 1959 — 400 ударів / Les quatre cents coups
- 1959 — Діалог кармеліток / Le Dialogue des Carmélites
- 1960 — 7 днів, 7 ночей / Moderato cantabile
- 1960 — П'ять затаврованих жінок / Cinq femmes marquées
- 1961 — Ніч / La notte
- 1961 — Жінка є жінка / Une Femme Est Une Femme
- 1962 — Жуль і Джим / Jules et Jim
- 1962 — Єва / Eva
- 1962 — Процес / Le Proces
- 1963 — Затока ангелів / La Baie des anges
- 1963 — Переможці / The Victors
- 1963 — Блукаючий вогник / Le Feu Follet
- 1963 — Бананова шкірка / Peau de banane
- 1964 — Мата Харі / Mata Hari, agent H21 Jean-Louis Richard
- 1964 — Поїзд / The Train
- 1964 — Щоденник покоївки / Le Journal D'Une Femme De Chambre
- 1964 — Жовтий Ройлс-Ройлс / La Rolls-Royce jaune
- 1965 — Віва Марія! / Viva Maria!
- 1965 — Фальстаф / Falstaff (Campanadas a medianoche)
- 1966 — Мадемуазель / Mademoiselle
- 1967 — Найдавніша професія у світі / Le Plus Vieux Métier du monde
- 1967 — Моряк з Гібралтару / Le Marin de Gibraltar
- 1968 — Наречена в чорному / La mariée était en noir
- 1968 — Катерина Велика / Great Catherine
- 1968 — Безсмертна історія / The Immortal Story
- 1970 — Монті Волш / Monte Walsh — Мартін Бернард
- 1971 — Маленький театр Жана Ренуара / Le Petit Théâtre de Jean Renoir
- 1971 — Зворотний відлік / Comptes à rebours
- 1972 — Дорога Луїзо / Chère Louise
- 1972 — Відсутність що повторюється / Absences répétées
- 1972 — Наталі Гранже / Nathalie Granger — Другая жінка
- 1973 — Вальсуючі / Les Valseuses — Жанна Пироль
- 1974 — Панівна раса / La race des seigneurs — Рене Віберт
- 1975 — Спогади із Франції / Souvenirs d'en France
- 1976 — Мосьє Кляйн / Monsieur Klein — Флоранс
- 1976 — Останній магнат / The Last Tycoon
- 1981 — Далекий південь / Plein sud
- 1982 — Тисяча мільярдів доларів / Mille milliards de dollars
- 1982 — Керель / Querelle
- 1985 — Рятуйся, Лоло / Sauve-toi, Lola
- 1990 — Нікіта / Nikita
- 1990 — Експрес Альберто / Alberto Express
- 1990 — Загримована жінка / La Femme fardée
- 1991 — Стара дама, що заходить в море / La Vieille qui marchait dans la mer
- 1991 — Коли настане кінець світу / Jusqu'au bout du monde
- 1991 — Анна Карамазова — Анна Карамазова
- 1991 — Перерваний крок лелеки / Le Pas suspendu de la cigogne
- 1993 — Мене звуть Віктор / Je m'appelle Victor
- 1993 — Чуже поле / A Foreign Field
- 1995 — Сто та одна ніч Сімони Сінема / Les Cent et Une Nuits de Simon Cinéma
- 1995 — Поза хмарами / Par dela les nuages
- 1996 — Володарка / La Propriétaire
- 1997 — Кохання чарівниці / Un amour de sorcière
- 2000 — Знедолені / Les Misérables
- 2001 — Таке кохання / Cet amour-là — Маргерит Дюрас
- 2003 — Маленька березова прерія /La Petite prairie aux bouleaux
- 2005 — Час прощання / Le Temps qui reste
- 2005 — На захід / Go West
- 2006 — Ромео і Джульєтта / Roméo et Juliette
- 2007 — У кожного своє кіно / Chacun son cinéma
- 2007 — Розрив / Désengagement
- 2008 — Одного дня ти зрозумієш / Plus tard tu comprendras
- 2009 — Обличчя / Visages

### Режисерка
- 1978 — Дівчина-підліток / L’Adolescente[fr]
- 1976 — Світло / Lumière

## Дискографія
- 1963: Chante 12 chansons de Cyrus Bassiak
- 1966: Chante 12 nouvelles chansons de Cyrus Bassiak
- 1967: Les chansons de Clarisse
- 1969: Jeanne chante Jeanne
- 1981: Chante Norge
- 2010: Le Condamné à mort